# Symphonie no 9 de Pettersson
Pour les articles homonymes, voir Symphonie no 9.
 (octobre 2021).
La mise en forme du texte ne suit pas les recommandations de Wikipédia : il faut le « wikifier ».
Les points d'amélioration suivants sont les cas les plus fréquents. Le détail des points à revoir est peut-être précisé sur la page de discussion.
- Les titres sont pré-formatés par le logiciel. Ils ne sont ni en capitales, ni en gras.
- Le texte ne doit pas être écrit en capitales (les noms de famille non plus), ni en gras, ni en italique, ni en « petit »…
- Le gras n'est utilisé que pour surligner le titre de l'article dans l'introduction, une seule fois.
- L'italique est rarement utilisé : mots en langue étrangère, titres d'œuvres, noms de bateaux, etc.
- Les citations ne sont pas en italique mais en corps de texte normal. Elles sont entourées par des guillemets français : « et ».
- Les listes à puces sont à éviter, des paragraphes rédigés étant largement préférés. Les tableaux sont à réserver à la présentation de données structurées (résultats, etc.).
- Les appels de note de bas de page (petits chiffres en exposant, introduits par l'outil «  Source ») sont à placer entre la fin de phrase et le point final[comme ça].
- Les liens internes (vers d'autres articles de Wikipédia) sont à choisir avec parcimonie. Créez des liens vers des articles approfondissant le sujet. Les termes génériques sans rapport avec le sujet sont à éviter, ainsi que les répétitions de liens vers un même terme.
- Les liens externes sont à placer uniquement dans une section « Liens externes », à la fin de l'article. Ces liens sont à choisir avec parcimonie suivant les règles définies. Si un lien sert de source à l'article, son insertion dans le texte est à faire par les notes de bas de page.
- La présentation des références doit suivre les conventions bibliographiques. Il est recommandé d'utiliser les modèles {{Ouvrage}}, {{Chapitre}}, {{Article}}, {{Lien web}} et/ou {{Bibliographie}}. Le mode d'édition visuel peut mettre en forme automatiquement les références.
- Insérer une infobox (cadre d'informations à droite) n'est pas obligatoire pour parachever la mise en page.

Pour une aide détaillée, merci de consulter Aide:Wikification.
Si vous pensez que ces points ont été résolus, vous pouvez retirer ce bandeau et améliorer la mise en forme d'un autre article.
 (octobre 2021).
Allan Pettersson écrivit sa Symphonie no 9 en 1970.

## Contexte
Cette symphonie est la dernière composition de Pettersson avant un séjour de neuf mois à l'Hôpital Karolinska de Stockholm à partir de septembre 1970. Alan Pettersson la composa en moins de six mois.

## Structure
Il s'agit de l’œuvre symphonique la plus longue du compositeur avec pas moins d'1h10 à 1h25 (1h25 pour l'interprétation de Comissiona). Elle se développe en un seul mouvement que l'on peut diviser en des sections plus petites mais enchaînées sans pauses d'une section à l'autre.

## Analyse
Une grande partie, mais pas tout, du matériel de la symphonie est basé sur un motif chromatique ascendant (et plus tard descendant) entendu au tout début, joué par les bassons, les altos et les violoncelles. Le matériel supplémentaire est une figure à notes répétées. Pettersson juxtapose des mélodies diatoniques innocentes avec des passages d'une grande férocité contrapuntique. Il y a des sections de tango et de canon et aussi une citation de la chanson no 10 " Jungfrun och Ljugarpust " (La jeune fille et le vent couché) de ses chansons aux pieds nus. La Neuvième peut être décrite comme une lutte prolongée dans laquelle l'harmonie est l'ultime vainqueur. Les mesures finales de la symphonie consistent en une longue mélodie finale (selon les termes de Peter Ruzicka : un "canto") jouée par les violons et les violoncelles et plus tard par les altos à l'unisson, et se termine par une lente et paisible cadence plagale en fa majeur,.
Le musicologue Paul Rapoport utilise les qualificatifs de "vaste", "cauchemardesque", 'délirante" pour caractériser cette symphonie., d'une exigence importante tant pour les interprètes que pour les auditeurs.

## Interprétations
Pettersson dédia sa symphonie à Sergiu Comissiona et l'orchestre symphonique de Göteborg qui l'a créa le 18 février 1971  après commande pour le 350e anniversaire de la fondation de la ville. Elle fut jouée à nouveau en décembre 1974 et les premières représentations à Stockholm furent données les 25 et 26 mai 1976. Comissiona qualifia plus tard la Neuvième comme la « Jupiter » des symphonies de Pettersson.

## Partition
La partition complète fut publiée en 1989 par l'éditeur Nordiska Musikforlaget de Stockholm. Elle compte 385 pages et 2146 mesures.

## Enregistrements
- Sergiu Comissiona, avec l'Orchestre symphonique de Göteborg ; Philips 2-LP set 6767 951, 1978. (OCLC 604049544)
- Alun Francis, avec le Deutsches Symphonie-Orchester Berlin ; CPO 999 231-2, 1994. (OCLC 1011485081)
- Christian Lindberg, avec l Orchestre symphonique de Norrköping ; le BRI 2038, 2013. (OCLC 883802421)